# Alliai csata

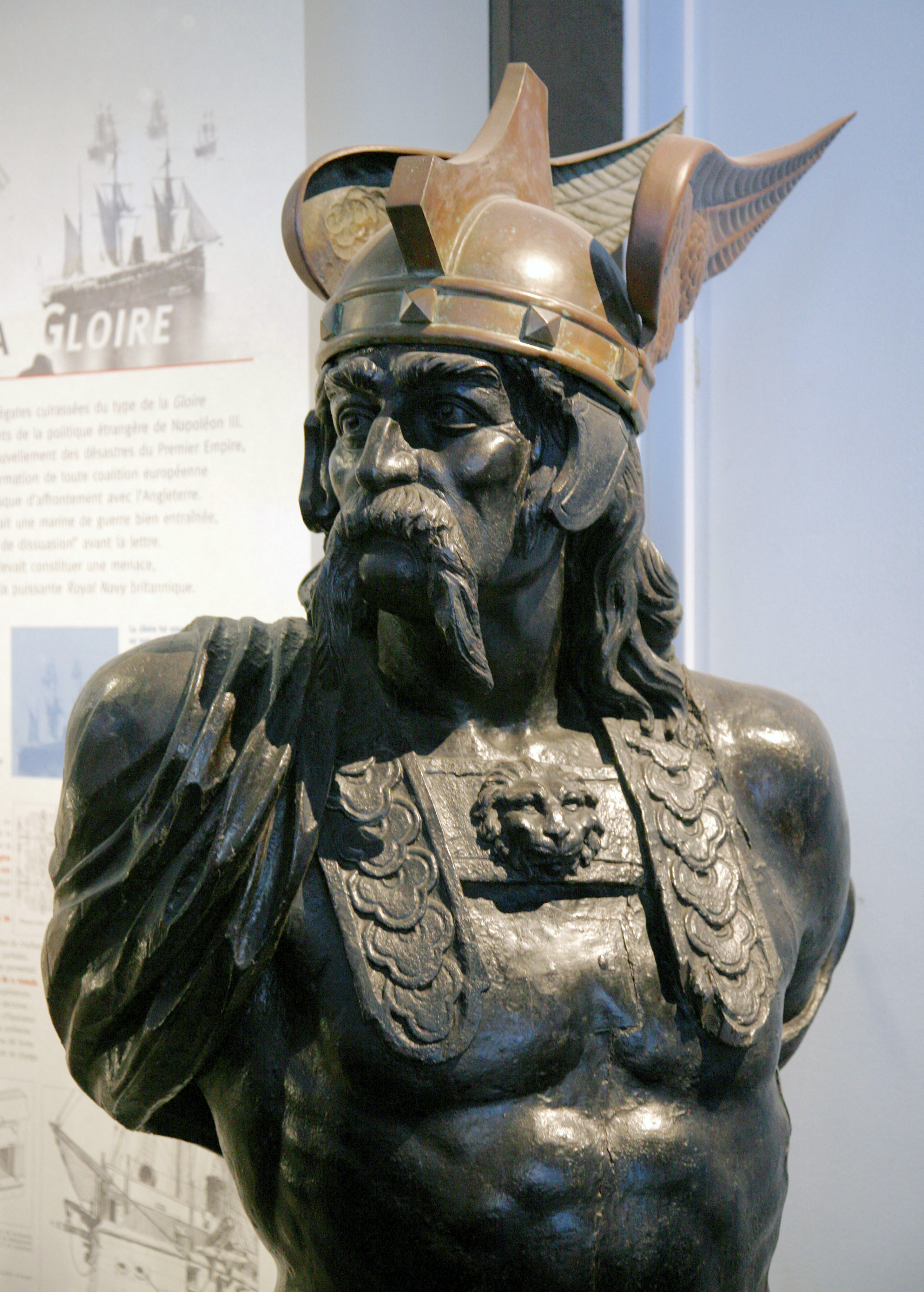
Brennus

Az alliai csatát a terjeszkedésének kezdeti szakaszában lévő ókori Róma és a Közép-Itáliát első ízben lerohanó gallok vívták, Varro szerint Kr. e. 390-ben, Livius szerint pedig Kr. e. 387-ben az Allia folyó közelében. A rómaiak veresége megnyitotta a gallok számára az utat magába a városba, amit ki is fosztottak.

## Háttér
A csata előtt a gallok lerohanták az etruszk Siena tartományt és megtámadták Clusium várost. A város nem volt a rómaiak barátja, de az idegen seregek nagy számának láttán mégis Rómához fordultak segítségért. Róma kivérzett a Veii és Falerni elleni háborúkban, de Marcus Fabius Ambustus patrícius három fiát követként küldte a gallokhoz. A gallok részt követeltek Clusium földjeiből, ebből nem engedtek és így a tárgyalások nem vezettek eredményre. A római követek nem bírták ki, hogy ne vegyenek részt a rákövetkező harcokban, sőt Quintus Fabius még egy gall vezért is megölt gerelyével. Ezzel a követek megsértették az akkor érvényes nemzetközi jogot. A gallok kiadatásukat követelték a rómaiaktól, akik ehelyett consuli jogkörrel felruházott katonai tribunusnak választották meg a Fabiusokat. A háború elkerülhetetlenné vált. „Miután elűzték az egyetlen polgárt, aki, ha itt marad – és ha emberi dolog biztos lehet –, megmenthette volna a várost (Camillust, a veii és falerni győzőt), lassan közeledett a Városhoz sors rendelte végzete” – írta Livius.

## Római vereség
Marcus Terentius Varro közkeletű, de gyakran téves kronológiája szerint a csatát Kr. e. 390 július 18-án vívták, de Kr. e. 387 valószínűbb dátum lehet. Quintus Sulpicius mintegy 40 ezer rómait, hat légiót vezetett a Brennus vezette gallok ellen. A csatát ott vívták, ahol az Allia folyó a Tiberisbe ömlik, ahogy Livius írja, „a tizennegyedik mérföldkőnél”. Livius szerint a gallok sokkal többen voltak, így a rómaiaknak nagyon el kellett vékonyítaniuk az arcvonalat, hogy elkerüljék a bekerítését. Brennus előbb a jobb szárnyat támadta meg, ahol a fiatalabb, tapasztalatlan katonák álltak, utána áttört középen és a balszárnyon. A rómaiak gyorsan megfutamodtak és óriási veszteségeket szenvedtek. A folyótól távolabb álló és egy magaslattól jobban védett jobbszárnyról Rómába menekültek, a többiek viszont a Tiberishez szorultak. A többség átjutott, de sokan megfulladtak. A Rómában maradtak azonban nem tudtak ez utóbbiak megmeneküléséről, és sokkal nagyobbnak gondolták a veszteséget, mint amilyen volt. Ez is magyarázhatta, hogy később harc nélkül feladták a várost, és csak a fellegvárat védték.

## A város kifosztása
A gallok a nyitva hagyott kapukon beözönlöttek Rómába, és feldúlták a várost. A hagyomány szerint a házaik előcsarnokában ülő idős rómaiak látványa először tiszteletet ébresztett a gallokban, de amikor az egyik öreg, Marcus Papirius elefántcsont botjával fejbe ütött egy gallt, aki megsimogatta a szakállát, feldühödtek, és gyilkolni kezdtek. Egy másik történet szerint a fellegvárba éjszaka fellopakodó gallokat úgy fedezték fel, hogy Iuno szent ludai gágogásukkal riasztották Marcus Manlius Capitolinust. A gallok végül ezer font aranyért lemondtak az ostromról, miután felprédálták a Város élelmiszertartalékait és a temetetlen holtak miatt járvány tört ki köztük. A holttesteket egy halomba hordva elégették, és ezt a helyet még Livius korában is a Gallusok Máglyája néven emlegették. (Valahol a város közepén lehetett.)
A hagyományok szerint, hogy még jobban megalázza és kifossza a rómaiakat, Brennus hamis súlyokat használt az arany leméréshez, és amikor a rómaiak ezt szóvá tették, „az arcátlan gallus” (Livius írja) még a kardját is a mérőserpenyőbe dobta, és kimondta a rómaiakat megalázó szavakat: „Vae victis” – „Jaj a legyőzötteknek”. Ismét a hagyomány szerint ekkor érkezett meg a dictatornak választott Camillus a felmentő csapatokkal, aki a megegyezést érvénytelennek kiáltotta ki, és ezekkel a szavakkal szólította újra fegyverbe övéit: „Vas menti meg a hazát, nem arany.” Így a rómaiak megmenekültek, mielőtt kiegyenlítették volna „a gyalázatos váltságdíjat” — írja Livius.

## Következmények
Vannak vélemények, hogy ebben az időben tulajdonképpen nem is volt védőfal Róma körül, mert a város korábbi etruszk urai ennek lebontására kötelezhették őket. Az ostrom és Róma majdnem teljes pusztulása után falakat emeltek (Servius-fal). Javítottak a fegyverzeten: a görög phalanx típusú dárda helyett a gladiust kezdték alkalmazni. Bronzsisakjaikat tömegesen gyártható vassisakokkal cserélték le.
Átalakították a hadszervezetet is. Az újjászervezett légiókat immár három vonalba szervezték (a hastati elöl, a principes középen és a triarii hátul. A legtapasztaltabb katonák hátrahelyezésével a rómaiak elérték, hogy az első sorokkal kifáraszthatták, a harmadikkal szétverhették az ellenséget. Ez a szervezeti rend egészen Publius Cornelius Scipio idejéig érvényben maradt.

## Hétszáz év sértetlenség
A gallok ezután is több támadást intéztek Róma ellen, de az alliai vereség után többé senki sem foglalta el Rómát a Római Birodalom végnapjaiig, több mint hétszáz évig.